# Sweet Grass
Sweet Grass – jednostka osadnicza w Stanach Zjednoczonych, w stanie Montana, w hrabstwie Toole.